# Luigi de Cambray Digny
Pour les articles homonymes, voir Cambray (homonymie) et Digny (homonymie).

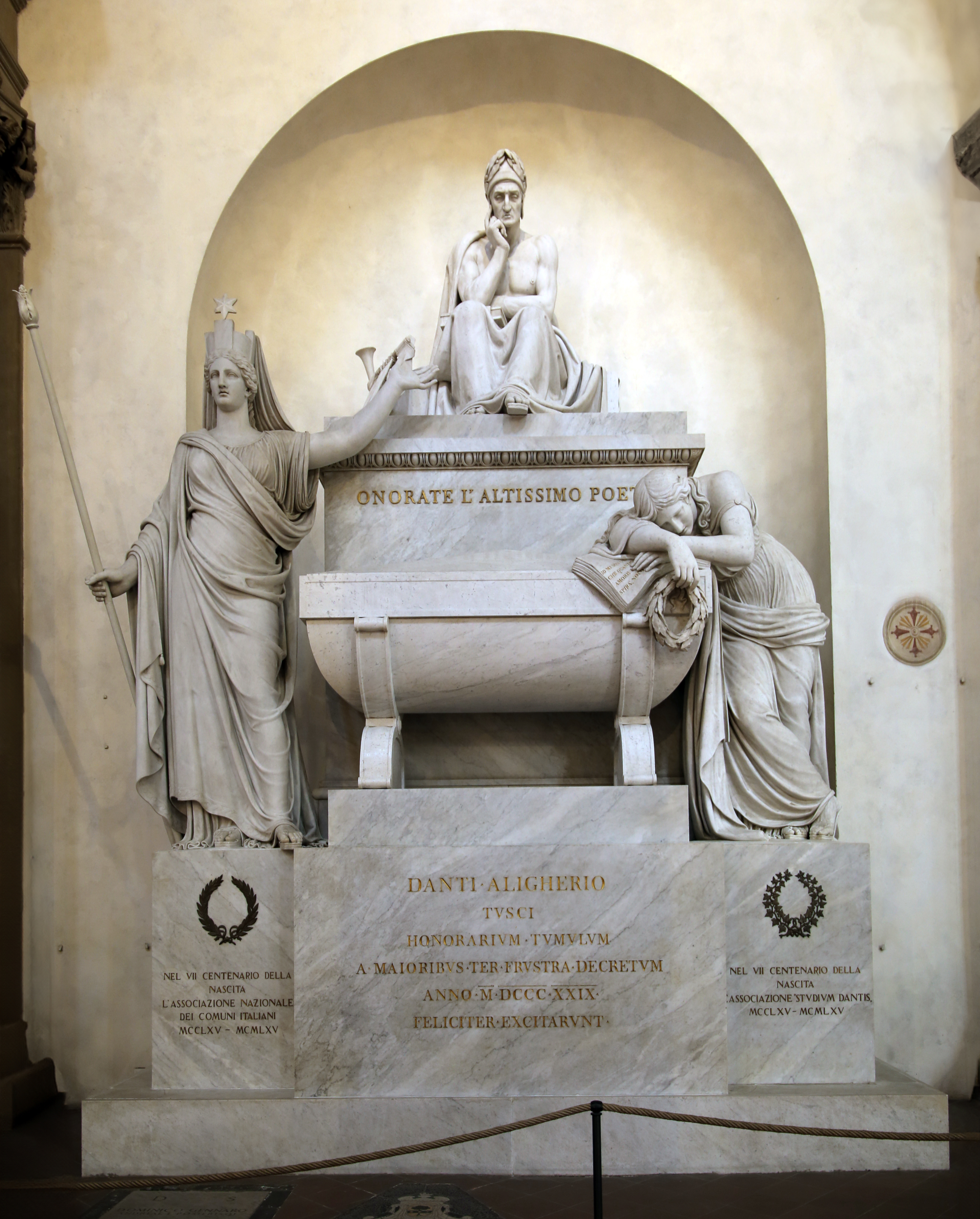
Cénotaphe de Dante, basilique Santa Croce (Florence)

Luigi de Cambray Digny (Florence, 1778-1843) est un architecte italien d'origine française de la première moitié du XIXe siècle se rattachant à l'école florentine.

## Biographie
Luigi de Cambray Digny fut l'un des architectes les plus actifs pendant l'occupation française et la Restauration.
Formé à l'Académie du dessin de Florence comme élève de Gaspare Paoletti, il est plus influencé par l'architecture française, en particulier celle du néoclassicisme imposée par l'ère napoléonienne.
Il enseigne ensuite à l'Académie florentine et devient membre aux Beaux-Arts de l'Institut de France sous le titre de comte Louis Cambray-Digny et membre de l'Accademia di San Luca romaine.
En 1803, il entre au bureau des Scrittoio delle Regie Fabbriche, qui fait oublier son passé pro-français après son expulsion, puis devient directeur des usines architecturales grand-ducales jusqu'à sa retraite en 1835. Il exécute de nombreux travaux dans la ville, d'édification, de restauration ou de transformation.
Vers la fin de sa vie, il fut, à titre honoraire, gonfalonier de Florence entre 1841 et 1842.

## Œuvres et travaux architecturaux
- Le cénotaphe de Dante Alighieri, à la basilique Santa Croce (avec les sculptures de Stefano Ricci, 1802),
- la transformation de l'ex-monastère Sant'Anna sul Prato en édifices résidentiels (y compris le Palais Sonnino, 1808),
- l'agrandissement et les transformations du couvent Servi di Maria près de la basilica della Santissima Annunziata (1810),
- le quartier de Campo di Marte (Champ de Mars) (1812),
- les améliorations du Palazzo Orlandini del Beccuto,
- la réédification entre le pont Santa Trinita et le Lungarno Acciauili avec la démolition de l'Arc des Pizzicotti,
- les restructurations des jardins Oricellari,
- les travaux au Jardin Torrigiani (1813).
- le corps de Garde de Porte alla Croce,
- les quartiers militaires dans la forteresse de Basso (1813-14),
- la Chapelle du Forte Belvedere
- un édifice dans le Corso dei Tintori (1814).
- la restauration de l'ancienne prison de Carcere delle Stinche,
- travaux au Casino Mediceo di San Marco
- la douane près des Uffizi (1815)
- les plans de la Douane des Filigare (1815-18), emblème de l'architecture des Lorraine sur la route qui arrivait du nord de l'Italie
- le Casino de Montili, près de la villa di Pratolino
- les plans du jardin de la Villa Puccini à Scornio, près de Pistoia,
- la loge royale au Prato de Florence (1820), où le Grand-duc et sa cour assistaient au Corsa dei Barberi.
- la réalisation de l'église Santa Maria Assunta de Bagni di Montecatini, démolie dans les années 1860 (entre 1822 et 1827),
- les agrandissements des Calzaiuoli (1826-1840)
- les prolongations de Sant'Anne et San Leopoldo.
- les travaux au Pubblico Macello (1827)
- les plans du théâtre Metastasio de 1827 à 1830
- les plans pour un nouvel hôpital à Livourne (non réalisé),
- la place des Casone (1828, maintenant place Cavour)
- le nouveau quartier de San Leopoldo, avec l'église des Saints Pietro et Paolo (1828-35).
- l'église Santa Croce de Greve in Chianti en 1833, sur l'emplacement d'un ancien oratoire.